# Aromobates molinarii
Aromobates molinarii är en groddjursart som först beskrevs av La Marca 1985.  Aromobates molinarii ingår i släktet Aromobates och familjen Aromobatidae. IUCN kategoriserar arten globalt som starkt hotad. Inga underarter finns listade i Catalogue of Life.